# Gingicithara
Gingicithara é um gênero de gastrópodes pertencente a família Mangeliidae.

## Espécies
- Gingicithara cylindrica (Reeve, 1846)
- Gingicithara lyrica (Reeve, 1846)
- Gingicithara maraisi Kilburn, 1992
- Gingicithara notabilis (E. A. Smith, 1888)
- Gingicithara pessulata (Reeve, 1846)
- Gingicithara ponderosa (Reeve, 1846)